# Радерфордов оглед
Радерфордов оглед је био један од најзначајнијих експеримената у нуклеарној физици, којим је доказано да када се метална фолија бомбардује α-честицама, позитивно наелектрисане честице у судару са позитивним наелектрисањем атома скрећу са првобитне путање, дакле, расејавају се. Међутим, понека честица скрене за неочекивано велики угао, као да се одбија од фолије.
Радерфорд је ово опажање његових ђака Гајгера и Марсдена прокоментарисао речима: 
| „ | Био је то најневероватнији догађај у мом животу. То је исто тако невероватно како када бисте на лист папира испалили топовско зрно пречника 15 in (38 cm) а оно се од њега одбије и погоди вас. | ” |

Анализирајући проблем Радерфорд је закључио да су целокупна маса и позитивно наелектрисање атома сконцентрисани у врло малом простору, дакле да постоји језгро атома. Тако је настао Планетарни модел атома.

## Преглед

### Савремене теорије структуре атома
Популарна теорија структуре атома у време Радерфордовог експеримента била је „модел пудинга са шљивама“. Овај модел је осмислио Вилијам Томсон, а даље га је развио Џ. Џ. Томсон. Томсон је открио електрон и веровао је да је сваки атом сфера позитивног наелектрисања по којој су електрони распоређени, помало као зрна сувог грожђа у божићном пудингу. Постојање протона и неутрона у то време није било познато. Знало се да су атоми веома сићушни (Ратерфорд је претпоставио да су у радијусу од 10−8 m. Овај модел је био у потпуности заснован на класичној (Њутновој) физици; тренутно прихваћени модел користи квантну механику.
Томсонов модел није био универзално прихваћен чак ни пре Радерфордових експеримената. Сам Томсон никада није био у стању да развије потпун и стабилан модел свог концепта. Јапански научник Хантаро Нагаока одбацио је Томсонов модел на основу тога да супротна наелектрисања не могу да продру једно у друго. Уместо тога, предложио је да електрони круже око позитивног наелектрисања попут прстенова око Сатурна.

### Импликације Томсоново модела атома
Алфа честица је субмикроскопска, позитивно наелектрисана честица материје. Према Томсоновом моделу пудинга са шљивама, ако би се алфа честица сударила са атомом, она би само пролетела право кроз њега, а њена путања би се скренула за највише делић степена. На атомској скали, концепт „чврсте материје” је бесмислен. Томсонов атом је сфера позитивног електричног набоја, усидрена на месту својом масом. Тако се алфа честица не би одбијала од атома као лопта, већ би могла проћи кроз њу ако су електрична поља атома довољно слаба да то дозволе. Томсонов модел је предвидео да су електрична поља у атому сувише слаба да би много утицала на алфа честицу која пролази (алфа честице имају тенденцију да се крећу веома брзо). Негативна и позитивна наелектрисања унутар Томсоновог атома су распоређена по целој запремини атома. Према Кулоновом закону, што је сфера електричног набоја мање концентрисана, то ће њено електрично поље на површини бити слабије.
Као радни пример, размотрите алфа честицу која пролази дуж ивице атома злата, где ће искусити најјаче електрично поље и на тај начин доживети максималан отклон θ. Пошто су електрони веома лаки у поређењу са алфа честицом, њихов утицај се може занемарити, те се атом може посматрати као тешка сфера позитивног наелектрисања.
Qg = позитивно наелектрисање атома злата = 79 e = 1,266×10−17 C
Qα = наелектрисање алфа честице = 2 e = 3,204×10−19 C
r = полупречник атома злата = 1,44×10−10 m
v = брзина алфа честице = 1,53×107 m/s
m = маса алфа честице = 6,645×10−27 kg
k = Кулонова константа = 8,998×109 N·m²/C2
Користећи класичну физику, латерална промена импулса py алфа честице може се апроксимирати коришћењем импулсног односа сила и израза Кулонове силе:
{\displaystyle p_{y}={\bar {F}}t<k{\frac {Q_{\alpha }Q_{g}}{r^{2}}}\cdot {\frac {2r}{v}}}
{\displaystyle \tan \theta ={\frac {p_{y}}{p_{x}}}<k{\frac {Q_{\alpha }Q_{g}}{r^{2}}}\cdot {\frac {2r}{v}}\cdot {\frac {1}{mv}}=8.987\times 10^{9}\cdot {\frac {3.204\times 10^{-19}\times 1.266\times 10^{-17}}{(1.44\times 10^{-10})^{2}}}\cdot {\frac {2\times 1.44\times 10^{-10}}{1.53\times 10^{7}}}\cdot {\frac {1}{6.645\times 10^{-27}\times 1.53\times 10^{7}}}}
{\displaystyle \theta <0.000325~{\text{rad}}~({\text{or}}~0.0186^{\circ })}
Горња калкулација је само апроксимација онога што се дешава када се алфа честица приближи Томсоновом атому, али је јасно да ће отклон највише бити реда величине малог дела степена. Ако би алфа честица прошла кроз златну фолију дебљине око 4 микрометра (2.410 атома) и доживјела максималан отклон у истом правцу (мало вероватно), то би и даље било мало скретање.

### Исход експеримената
По Рутерфордовом налогу, Гејгер и Марсден су извели серију експеримената у којима су усмерили сноп алфа честица на танку металну фолију, и користећи сцинтилациони метод који су осмислили Kрукс, Елстер и Гејтел измерили образац расејања коришћењем флуоресцентног екрана. Приметили су алфа честице које се одбијају од металне фолије у свим правцима, неке тачно назад код извора. Ово би требало да буде немогуће према Томсоновом моделу; све алфа честице треба да прођу право. Очигледно, те честице су наишле на електростатичку силу далеко већу него што је Томсонов модел сугерисао. Штавише, само мали део алфа честица је скренут за више од 90°. Већина је пролетела право кроз фолију са занемарљивим отклоном.